# جون مكاي (محامي)
جون مكاي (بالإنجليزية: John McKay)‏ هو محامي أمريكي، ولد في 19 يونيو 1956 في سياتل في الولايات المتحدة.